# Gauß-Fabersche Ungleichung
Im mathematischen Gebiet der Analysis ist die
Gauß-Fabersche Ungleichung (englisch Gauss-Faber’s inequality) eine   Integralungleichung, die auf eine Publikation des Mathematikers Georg Faber aus dem Jahre 1922 zurückgeht. Darin greift dieser die von Carl Friedrich Gauß zur Methode der kleinsten Quadrate vorgelegten Abhandlungen über die
Theoria combinationis observationum erroribus minimis obnoxiae auf und formuliert eine Ungleichung, welche die Abschätzung von uneigentlichen Integralen für gewisse Produkte integrierbarer Funktionen erlaubt.
Fabers Arbeit gab Anlass zu einigen Folgearbeiten, in denen die Ungleichung erweitert und verschärft wurde.

## Die Ungleichung
Sie lässt sich angeben wie folgt:
Gegeben seien im Körper der reellen Zahlen das unendliche Intervall {\displaystyle J={[0,\infty [}\subset \mathbb {R} } und darauf eine monoton fallende Funktion
{\displaystyle \Phi \;\colon J\to \mathbb {R} } .

Hier möge für jede reelle Zahl {\displaystyle p\in J} das uneigentliches Integral
{\displaystyle K_{p}:={\int _{0}^{\infty }{x^{p}\Phi (x)}\,dx}}
existieren und dabei soll

{\displaystyle K_{0}=1}
sein.

Dann gilt für {\displaystyle p,q\in J} mit  {\displaystyle p>q} stets die Ungleichung
{\displaystyle \left((p+1)K_{p}\right)^{\frac {1}{p}}\geq \left((q+1)K_{q}\right)^{\frac {1}{q}}} .